# Paracolletes plumatus
Paracolletes plumatus là một loài Hymenoptera trong họ Colletidae. Loài này được Smith mô tả khoa học năm 1853.